# کارو پولاتیان
کارو (کاراپت) پولاتیان (ارمنی: Կարօ (Կարապետ) Փօլատեան؛ انگلیسی: Karapet Polatean زادهٔ ۱۹۱۱ یا ۱۹۱۴ - درگذشته ۲۱ مهٔ ۱۹۸۶) رمان‌نویس، شاعر اهل ارمنستان-فرانسه بود.

## زندگی‌نامه
وی در ۱۹۱۱ یا ۱۹۱۴ در ماراش به دنیا آمد .  وی در ۲۱ مه ۱۹۸۶ در سن ۷۲ یا ۷۵ سالگی در مارسی درگذشت.

## یادداشت
1. ↑  A Reference Guide to Modernb Armenian Literature, 1500-1920.